# Yair Rodríguez
Yair Raziel Rodríguez Portillo (Hidalgo del Parral, 6 ottobre 1992) è un lottatore di arti marziali miste messicano.
Combatte nella divisione dei pesi piuma per la promozione statunitense UFC.

## Biografia
Yair Rodríguez è nato e cresciuto a Hidalgo del Parral nello stato di Chihuahua. I suoi genitori sono Rigoberto Rodríguez Olivas e Norma Alicia Portillo. Rodríguez ha iniziato a praticare Taekwondo all'età di cinque anni.
È cugino del pugile olimpionico Misael "Chino" Rodríguez.

## Caratteristiche tecniche
Rodríguez è un lottatore completo, abile sia nella lotta a piedi che in quella a terra. Specializzato nel Taekwondo, si contraddistingue per le sue varietà di calci veloci e fantasiosi e di uno stile di combattimento non ortodosso.

## Carriera nelle arti marziali miste

### Ultimate Fighting Championship
Con un record in promozioni minori di 4-1, nel 2014 Rodriguez viene reclutato per l'edizione latino-americana del reality show The Ultimate Fighter.
Compie il suo debutto ufficiale nella federazione il 15 novembre 2014 a UFC 180, quando affronta e sconfigge per decisione unanime Leonardo Morales, aggiudicandosi la finalissima del programma con un record perfetto di 3-0. Successivamente, tra il 2015 e il 2016, vince quattro incontri consecutivi aggiudicandosi due premi come Fight of the Night e uno come Performance of the Night.
Il 15 gennaio 2017 affronta una delle più grandi leggende delle MMA nonché ex doppio campione UFC, B.J. Penn, vincendo per KO tecnico alla seconda ripresa e ottenendo il secondo premio come Performance of the Night. Successivamente affronta un'altra leggenda della UFC, l'ex campione dei pesi leggeri Frankie Edgar, perdendo per KO tecnico dovuto allo stop dei medici; dopo alcune dispute contrattuali con la federazione, torna a combattere il 10 novembre 2018 vincendo contro il sudcoreano Jung Chan-sung per KO all'ultimo secondo dell'incontro e ottenendo il doppio riconoscimento Fight of the Night e Perfomance of the Night.

## Risultati nelle arti marziali miste
| Risultato  | Record   | Avversario              | Metodo                              | Evento                                       | Data              | Round | Tempo | Luogo                       | Note                                                                    |
| ---------- | -------- | ----------------------- | ----------------------------------- | -------------------------------------------- | ----------------- | ----- | ----- | --------------------------- | ----------------------------------------------------------------------- |
| Sconfitta  | 15-5 (1) | Brian Ortega            | Sottomissione (Arm-triangle choke)  | UFC Fight Night: Moreno vs. Royval 2         | 24 febbraio 2024  | 3     | 0:58  | Città del Messico, Messico  |                                                                         |
| Sconfitta  | 15-4 (1) | Alexander Volkanovski   | KO tecnico (pugni)                  | UFC 290                                      | 8 luglio 2023     | 3     | 4:19  | Las Vegas, Stati Uniti      | Per il titolo pesi piuma UFC                                            |
| Vittoria   | 15-3 (1) | Josh Emmett             | Sottomissione (triangolo)           | UFC 284: Makhachev vs. Volkanovski           | 12 febbraio 2023  | 2     | 4:19  | Perth, Australia            | Vince il titolo dei pesi piuma UFC ad interim. Performance of the Night |
| Vittoria   | 14-3 (1) | Brian Ortega            | KO tecnico (infortunio alla spalla) | UFC on ABC: Ortega vs. Rodríguez             | 16 luglio 2022    | 1     | 4:11  | New York, Stati Uniti       |                                                                         |
| Sconfitta  | 13-3 (1) | Max Holloway            | Decisione (unanime)                 | UFC Fight Night: Holloway vs. Rodríguez      | 13 novembre 2021  | 5     | 5:00  | Las Vegas, Stati Uniti      | Fight of the Night                                                      |
| Vittoria   | 13-2 (1) | Jeremy Stephens         | Decisione (unanime)                 | UFC on ESPN: Reyes vs. Weidman               | 18 ottobre 2019   | 3     | 5:00  | Boston, Stati Uniti         | Fight of the Night                                                      |
| No Contest | 12-2 (1) | Jeremy Stephens         | No Contest (ditata nell'occhio)     | UFC Fight Night: Rodríguez vs. Stephens      | 21 settembre 2019 | 1     | 0:15  | Città del Messico, Messico  |                                                                         |
| Vittoria   | 12-2     | Jung Chan-sung          | KO (gomitata)                       | UFC Fight Night: Korean Zombie vs. Rodriguez | 10 novembre 2018  | 5     | 4:59  | Denver, Stati Uniti         | Performance of the Night, Fight of the Night                            |
| Sconfitta  | 11-2     | Frankie Edgar           | KO tecnico (stop medico)            | UFC 211: Miocic vs. dos Santos 2             | 13 maggio 2017    | 2     | 5:00  | Dallas, Stati Uniti         |                                                                         |
| Vittoria   | 11-1     | B.J. Penn               | KO tecnico (calcio e pugni)         | UFC Fight Night: Rodriguez vs. Penn          | 15 gennaio 2017   | 2     | 0:24  | Phoenix, Stati Uniti        | Performance of the Night                                                |
| Vittoria   | 10-1     | Alex Caceres            | Decisione (non unanime)             | UFC Fight Night: Rodriguez vs. Caceres       | 6 agosto 2016     | 5     | 5:00  | Salt Lake City, Stati Uniti | Fight of the Night                                                      |
| Vittoria   | 9-1      | Andre Fili              | KO (calcio volante alla testa)      | UFC 197: Jones vs. Saint Preux               | 23 aprile 2016    | 2     | 2:15  | Las Vegas, Stati Uniti      | Performance of the Night                                                |
| Vittoria   | 8-1      | Dan Hooker              | Decisione (unanime)                 | UFC 192: Cormier vs. Gustaffson              | 3 ottobre 2015    | 3     | 5:00  | Houston, Stati Uniti        |                                                                         |
| Vittoria   | 7-1      | Charles Rosa            | Decisione (non unanime)             | UFC 188: Velasquez vs. Werdum                | 13 giugno 2015    | 3     | 5:00  | Città del Messico, Messico  | Fight of the Night                                                      |
| Vittoria   | 6-1      | Leonardo Morales        | Decisione (unanime)                 | UFC 180: Werdum vs. Hunt                     | 15 novembre 2014  | 3     | 5:00  | Città del Messico, Messico  | Vince il torneo dei pesi piuma TUF: Latin America                       |
| Vittoria   | NU       | Rodolfo Rubio Perez     | KO tecnico (pugni)                  | The Ultimate Fighter: Latin America          | 6 giugno 2014     | 1     | 3:55  | Las Vegas, Stati Uniti      |                                                                         |
| Vittoria   | NU       | Humberto Brown Morrison | Sottomissione (triangolo)           | The Ultimate Fighter: Latin America          | 30 maggio 2014    | 2     | 2:18  | Las Vegas, Stati Uniti      |                                                                         |
| Vittoria   | 5-1      | Angelo Duante           | Sottomissione (armbar)              | NP: High Altitude Face Off 6                 | 4 aprile 2014     | 1     | 2:12  | Alamosa, Stati Uniti        |                                                                         |
| Vittoria   | 4-1      | Edgar Juarez            | KO (ginocchiata volante)            | Mexican Fighter Promotions 14                | 16 febbraio 2013  | 1     | 0:13  | Chihuahua, Messico          |                                                                         |
| Sconfitta  | 3-1      | Roberto Herrera         | KO (pugni)                          | Mexican Fighter Promotions 13                | 20 dicembre 2012  | 1     | 1:21  | Chihuahua, Messico          |                                                                         |
| Vittoria   | 3-0      | Carlos Ricardo          | Sottomissione (triangolo)           | The Supreme Cage 1                           | 10 marzo 2012     | 3     | 0:50  | Monterrey, Messico          |                                                                         |
| Vittoria   | 2-0      | Edgar Balderrama        | Sottomissione (rear-naked choke)    | Jueves DIC 22                                | 22 dicembre 2011  | 1     | 2:13  | Chihuahua, Messico          |                                                                         |
| Vittoria   | 1-0      | Jonatan Guzman          | Decisione (unanime)                 | Mexican Fighter Promotions 8                 | 10 ottobre 2011   | 3     | 3:00  | Città del Messico, Messico  |                                                                         |